# Eurysternus wittmerorum
Eurysternus wittmerorum là một loài bọ cánh cứng trong họ Bọ hung (Scarabaeidae).